# Chikwangue
Pour les articles homonymes, voir Bâton de manioc.
La chikwangue ou chikuangue (kuanga en lingala et kikongo), également appelée bâton de manioc ou pain de manioc, est un mets traditionnel du bassin du fleuve Congo, consommé notamment en République démocratique du Congo, au Cameroun, en République du Congo, au Gabon et en République centrafricaine. Comme le foufou, c'est un produit dérivé du manioc.

## Variétés
On distingue une variété de pains de manioc :
- L’ongwélé chez les Batéké ;
- le bobolo chez les Bétis du Cameroun ;
- l’agnizock  chez les Fang du Gabon ;
- le miondo chez les Doualas ;
- Oghuma chez les Myènè
- le pita chez les Nzebi ;
- le kwanga en République démocratique du Congo ;
- le chicouangue en république du Congo[3].

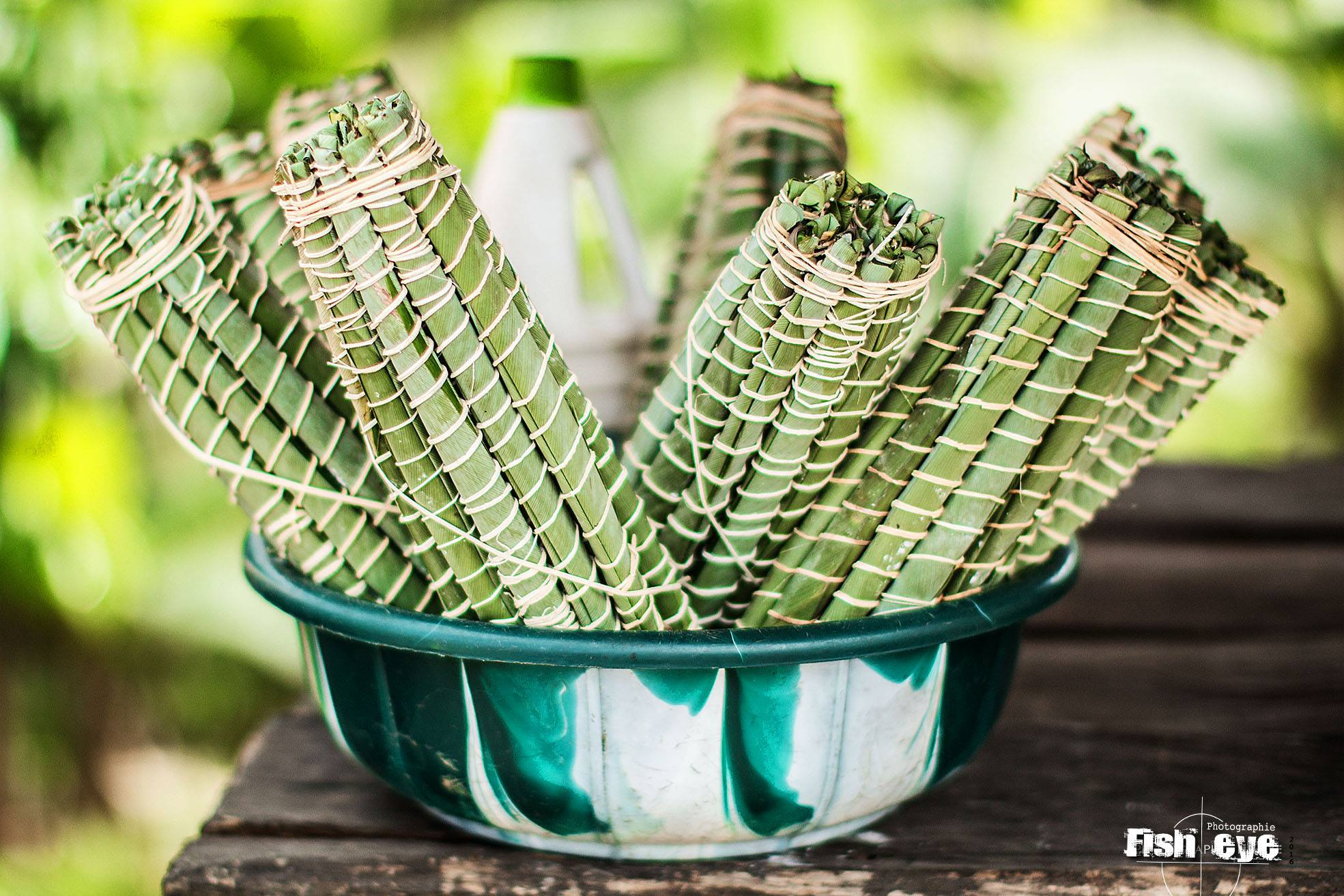
Le miondo
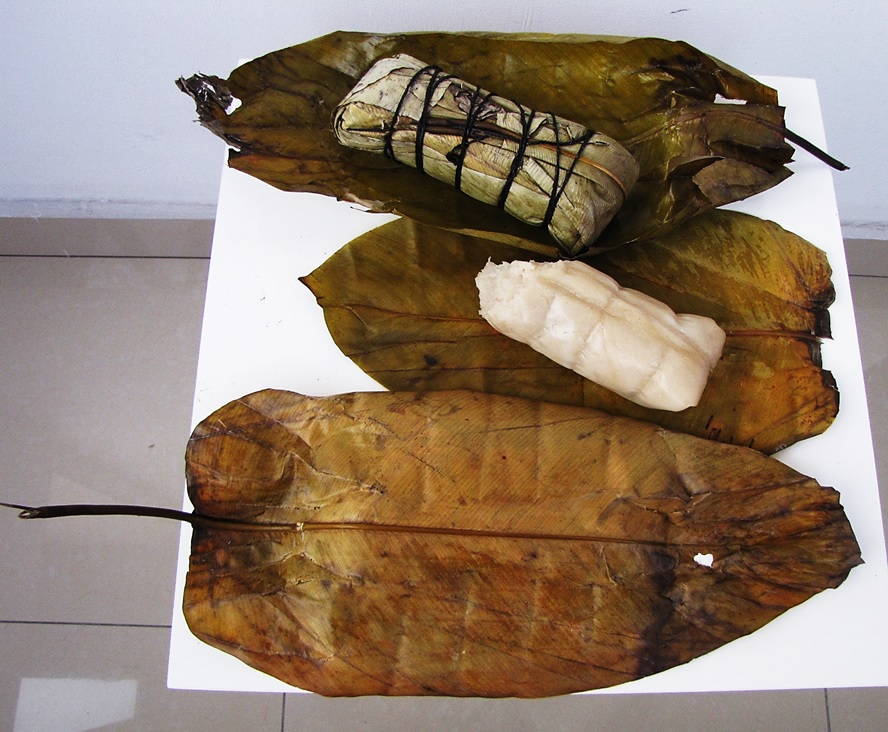
Pain de manioc vendu enroulé (supra), puis déballé (Congo)

## Histoire

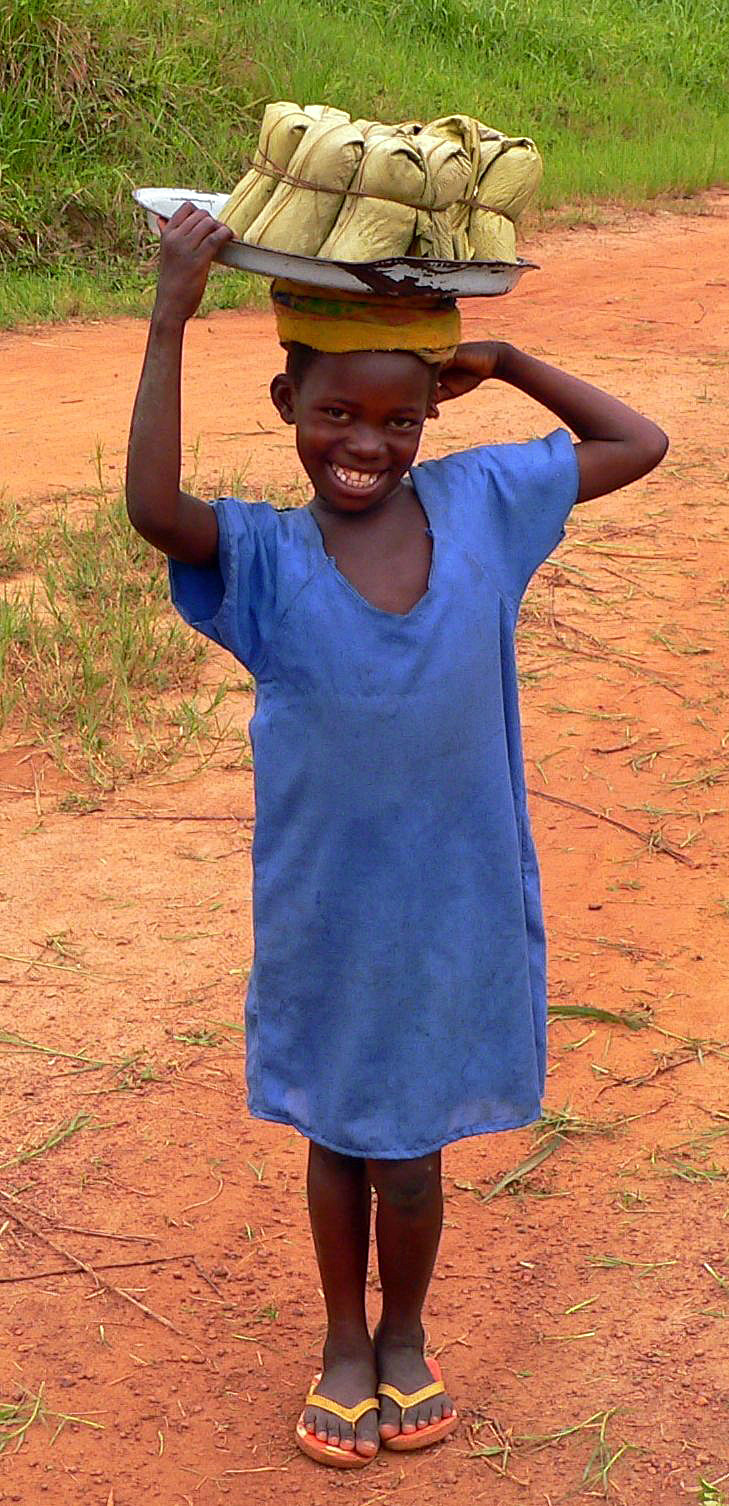
Fillette vendant de la chikwangue à Basankusu

La plante des feuilles saka-saka (feuille de manioc) légume vivace cultivée comme annuelle dans les régions tropicales et subtropicales et dont la racine est le manioc à partir duquel sont faits de la farine, de la fécule et du tapioca.
Originaire du bassin du Congo, le peuple Kongo vivait de la chasse, la pêche et ils étaient des cultivateurs dont la plante de manioc ou légume saka-saka était le plus cultivé.
Le chasseur Nkosi (lion) du peuple Kongo était le premier a fabriquer le pain de manioc enfin d'accompagner ses viandes fumées. Et en suite, il apprit sa famille.
Les populations auraient appris à fabriquer le « pain de manioc ». Mais c'est seulement au début du XXe siècle que le manioc est devenu l'aliment de base dans la région.
De nos jours, la chikwangue se fabrique et se consomme aussi au sein de la diaspora africaine.

## Préparation
La préparation de ce plat est assez longue. Dans le sud du Congo, elle nécessite une ou deux semaines. Il faut d'abord laisser tremper les tubercules, les émietter à la main dans l'eau, tamiser et retirer les fibres à l'aide d'un couteau. Puis on laisse égoutter la pâte obtenue pendant deux jours dans un sac. Elle est ensuite travaillée à la main sur une planche en bois avec un rouleau, puis cuite à la vapeur. On lui donne alors la forme de boudins (bâtons) qu'on enveloppe dans des feuilles. Il peut s'agir de feuilles de bananier, mais, dans la mesure du possible, celles de Megaphrynium macrostachyum (ngungu, mikungu) sont privilégiées car elles donneraient une saveur particulière à la préparation. Il faut au moins deux feuilles pour envelopper un bâton. Ensuite, on fait à nouveau cuire à l'étouffée le tout. Le produit obtenu est de consistance élastique, il a peu de goût, mais il est très nourrissant.

## Utilisation
La chikwangue accompagne de nombreuses préparations d'origine animale ou végétale. On l'utilise aussi pour manger une sauce avec les doigts.

Comme elle peut se conserver plusieurs jours, c'est un en-cas idéal pour le voyageur.